# Fedia Damianow
Fedia Stefanow Damianow (bułg. Федя Стефанов Дамянов; ur. 14 sierpnia 1950 w Widyniu) – bułgarski kajakarz, kanadyjkarz. Brązowy medalista olimpijski z Monachium.
Zawody w 1972 były jego jedynymi igrzyskami olimpijskimi. Zajął trzecie miejsce w kanadyjkowych dwójkach na dystansie 1000 metrów, osadę tworzył również Iwan Burczin. Był dwukrotnym brązowym medalistą mistrzostw świata w 1971, zajmując trzecie miejsce w dwójce na dystansie 500 i 1000 metrów.
Jego brat Aleksandyr również był kajakarzem i olimpijczykiem.